# Robert Stehli
Robert Stehli (* 2. Februar 1930 in Zürich; † 3. April 2018 in Wedel) war ein Schweizer Dirigent. 

## Leben
Seine musikalische Ausbildung erfuhr Stehli an den Musikhochschulen Zürich und Lübeck. Er gründete 1957 das Hamburger Bachorchester, das er nach erfolgreichen Jahren mit der Fusion zweier weiterer Klangkörper in die Hamburger Symphoniker überführte. Von 1965 bis 1968 bekleidete Stehli Position als Zweiter Kapellmeister des Niedersächsischen Symphonie-Orchesters in Hannover, das er mit großen Sinfoniekonzerten auch auf Gastspielen außerhalb Hannovers leitete. 
Seit 1968 leitete Stehli das von ihm gegründete Hamburger Mozart-Orchester (heute KlassikPhilharmonie Hamburg), mit dem er sich auch international profilierte. Gleichzeitig war er ständiger Gastdirigent des Nordgriechischen Staatsorchesters in Thessaloniki und gastierte unter anderen beim Tonhalle-Orchester in Zürich.
Seine letzte Ruhestätte befindet sich auf dem Friedhof der Stadt Wedel.

## Ehrungen
- 2003: Biermann-Ratjen-Medaille[4]
- 2009: Kulturpreis des Kreises Pinneberg[4]
- 2011: Bundesverdienstkreuz am Bande für sein Lebenswerk[4]
- 2015: Ehrendirigent der KlassikPhilharmonie Hamburg

## Werke (Auswahl)
- Sommerkantate, Möseler, Wolfenbüttel 1956
- Drei Chöre, Tonger, Rodenkirchen/Rhein 1957
- Last night of the proms, Hamburger Mozart-Orchester, Hamburg 2003
- Hamburg proms last night, Klassik-Philharmonie, Hamburg 2003
- Eine kleine Nachtmusik, Bella Musica Tonträger, Bühl 1983
- Virtuose Trompeten-Konzerte, Deutsche Grammophon, Hamburg 1978